# Kraljevstvo Luang Prabang
Kraljevstvo Luang Prabang (lao. ພຣະຣາຊອານາຈັກຫລວງພະບາງ) bilo je kraljevstvo u južnoistočnoj Aziji na području današnjeg Laosa.
Luang Prabang nastaje 1701. godine raspadom kraljevstva Lan Xang, a obuhvaćalo je glavni grad Luang Prabang kao i provincije na sjeveru Laosa. Unutarnje borbe oslabile su kraljevstvo tako da je ono praktično bilo ovisno o jakom susjednom kraljevstvu Siam (obuhvaćalo današnji Tajland, Vijetnam i Burmu) kojem je plaćalo porez.
1779. Luang Prabang postaje vazalska kneževina u sastavu Siama, ali ipak zadržava svoga vlastitog kralja. Tijekom rata s kineskim Ho hordama, kraljevstvo Luang Prabang se stavlja pod zaštitu Francuske. 1893. Siam predaje glavni grad Luang Prabang kao i provincije istočno od rijeke Mekong Francuskoj. Provincije zapadno od rijeke Mekong (današnja provincija Xaignabouli) Siam je zadržao.
Kralj Sakalin poziva Francusku u pomoć da i ove provincije uzme od Siama, što se i događa, kada se Siam povlači s ovih prostora 1904. godine.  Također i unutar Francuske Indokine Luang Phrabang je bilo kraljevstvo ali pod francuskim protektoratom.

## Vladari Luang Prabanga
- 1707. – 1713. Kitsarath
- 1713. – 1723. Ong Kham
- 1723. – 1749. Inta Som
- 1749. Inta Pom
- 1750. – 1768. Sotika Kuman
- 1768. – 1791. Suriyavong II.
- 1791. – 1795. Međukraljevina
- 1795. – 1816. Anurut
- 1817. – 1836. Manthatulat
- 1836. – 1851. Sukaseum
- 1851. – 1872. Tiantha
- 1872. – 1887. Oun Kham
- Međukraljevina
- 1894–.1904. Sakalin
- 1904. – 1959. Sisavang Vong
- 1959. – 1975. Savang Vatthana